# Patricia Powell
Patricia Powell (sinh năm 1966) là một nhà văn người Jamaica, người đã giành được giải thưởng cho tiểu thuyết của mình.

## Tiểu sử
Sinh ra ở Jamaica, cô chuyển đến Hoa Kỳ ở tuổi thiếu niên. Cô đã nhận bằng cử nhân tại Đại học Wellesley và bằng MFA bằng văn bản sáng tạo từ Đại học Brown, nơi cô học cùng Michael Ondaatje, trong số những người khác.
Cô bắt đầu sự nghiệp giảng dạy vào năm 1991 tại Khoa tiếng Anh tại Đại học Massachusetts Boston. Năm 2001, Powell là Giảng viên Briggs-Copeland trong tiểu thuyết tại Đại học Harvard. Năm 2003, cô được công bố là Martin Luther King, Giáo sư thỉnh giảng về Viết sáng tạo tại MIT. Kể từ năm 2009, cô đã theo học khoa tiếng Anh tại Đại học Mills.
Hầu hết các tác phẩm của cô không phải là tự truyện, nhưng khám phá các chủ đề cá nhân về sự từ chối, thay thế và chữa lành qua cuộc sống của các nhân vật rất đa dạng, từ một người đàn ông Jamaica đồng tính chết vì AIDS, cho đến một phụ nữ Trung Quốc mặc quần áo di cư đến Jamaica, cho Nanny, một nữ anh hùng của nền độc lập Jamaica.

## Giải thưởng văn học
- Pen New England Discovery Award,
- Giải thưởng văn học Bruce Rossley,
- Giải thưởng Ferro-Grumley cho tiểu thuyết,
- Lila Wallace Giải thưởng dành cho nhà văn tiêu hóa,
- Giải thưởng dành cho phụ nữ xuất sắc của YWCA.

## Tiểu thuyết
- Thử thách tôi chết (1993) ISBN 0-435-98935-9
- Chùa: Một cuốn tiểu thuyết (1998) ISBN 0-679-45489-6
- Một tập hợp nhỏ của xương (2003) ISBN 0-8070-8367-4
- Sự viên mãn của mọi thứ (2009) ISBN 1-84523-113-9